# Immeuble au 6, rue des Moulins à Strasbourg
L'immeuble au 6, rue des Moulins est un monument historique situé à Strasbourg, dans le département français du Bas-Rhin.

## Localisation
Ce bâtiment est situé au 6, rue des Moulins à Strasbourg.

## Historique
L'édifice fait l'objet d'un classement au titre des monuments historiques depuis 1928.